# Değirmenkaya, Kalecik
Değirmenkaya là một xã thuộc huyện Kalecik, tỉnh Ankara, Thổ Nhĩ Kỳ. Dân số thời điểm năm 2011 là 235 người.